# Fundación Politécnica de Cataluña
La Fundación Politécnica de Cataluña (en catalán: Fundació Politècnica de Catalunya) es una institución creada por la Universidad Politécnica de Cataluña (UPC) para el desarrollo y la coordinación de su oferta de formación permanente. Desde su creación, en 1994, ha formado a más de 80.000 alumnos a través de una red docente compuesta por más de 2500 personas procedentes tanto del mundo académico como profesional.

## Servicios
- Formación de posgrado: másteres, posgrados y cursos de formación continua de enfoque profesional en las áreas de especialidad de la Universidad Politécnica de Cataluña.

- Formación de grado: Grado oficial en Fotografía y Creación Digital y el Grado oficial en Multimedia, ofrecidos por el Centro de la Imagen y la Tecnología Multimedia de la UPC en Tarrasa.

## Áreas Temáticas
- Arquitectura, Edificación y Urbanismo
- Ingeniería Civil
- Ingeniería Industrial
- Tecnologías de la Información y las Comunicaciones
- Gestión y Organización de Empresas
- Sostenibilidad y Medio Ambiente
- Multimedia
- Fotografía

## Distribución Geográfica
- Barcelona y provincia (Badalona, Castelldefels, Igualada, Manresa, Tarrasa, Villanueva y Geltrú)
- Lérida
- Bilbao
- Madrid
- Valencia
- Sevilla
- Lima (Perú)